# 喜入季久
喜入季久，戰國時代及安土桃山時代的武將。島津氏的家臣。島津氏庶流喜入氏的第5代當主。長於軍事、花道及連歌，是文武兼備、有教養的武將。

## 生涯
天文元年（1532年）出生，島津忠俊之子。初名島津忠賢。由於帖佐合戰、横川合戰等軍功，因此奉主君島津貴久之命，以領地薩摩國喜入之地名，更名為喜入季久。永祿12年（1569年），成為義久的家老，元龜元年（1570年），擔任謁見室町幕府15代將軍足利義昭之交涉役，獲得重用。此時領地位於菱刈郡花北村。 天正2年（1574年），與禰寝重長擔任根占城守將，抵抗肝付氏・伊地知氏・伊東氏等聯合軍的進攻，但弟弟忠道、久續戰死。之後在高原城合戰、進攻水俣及岩屋城等戰役均屢獲軍功，獲封鹿籠（枕崎市）領地，居城為山之城。
天正16年（1588年）死去，享年57。